# 汤姆·维尔萨克
托马斯·詹姆斯·维尔萨克（英語：Thomas James Vilsack，1950年12月12日—），美国律师、政治家，民主黨人，前任美国农业部部長（第30，32任）。
2006年11月30日，他正式宣佈參選2008年民主黨總統候選人，但於2007年2月23日結束競選。2008年12月17日，當選總統巴拉克‧奧巴馬宣佈维尔萨克獲選為農業部長。2009年1月20日，美國參議院一致同意確認了他的提名。 直到2017年1月13日他在奧巴馬第二任總統任期結束前一周辭職為止，他一直是美國內閣裡唯一一位自奧巴馬最初上任那天起就一直在任的成員。
2016年7月19日，據《華盛顿郵報》報導，維爾薩克在希拉里·克林頓的兩人候選名單上，將成為她在該年總統大選中的競選夥伴。來自維吉尼亞州的美國參議員蒂姆·凯恩最終入選。2020年12月10日，當選總統乔·拜登宣佈有意提名维尔萨克在即將上任的拜登政府中再次擔任農業部長。维尔萨克於2021年2月23日以92-7的票數獲得美國參議院的確認。維爾薩克是任期第二長的農業部部長，僅次於同样来自愛荷華州的同胞詹姆斯·威尔逊 。

## 生平
曾任艾奥瓦州州长（1999年-2007年），前任美国农业部长（2009-2017），他是奧巴馬政府中完成八年任期，未被撤換的內閣部長。